# Лихтенег (Нижняя Австрия)
Лихтенег (нем. Lichtenegg (Niederösterreich)) — коммуна (нем. Gemeinde) в Австрии, в федеральной земле Нижняя Австрия.
Входит в состав округа Винер-Нойштадт. Население составляет 1077 человек (на 31 декабря 2005 года). Занимает площадь 35,39 км². Официальный код — 3 2317.

## Политическая ситуация
Бургомистр коммуны — Франц Реннхофер (АНП) по результатам выборов 2005 года.
Совет представителей коммуны (нем. Gemeinderat) состоит из 19 мест.
- АНП занимает 17 мест.
- СДПА занимает 2 места.